# 八穀增十八
鹿豹座30，又名BD+58 863，HD 38831、SAO 25419、HR 2006，是鹿豹座的一颗恒星，视星等为6.14，位于銀經154.15，銀緯15.88，其B1900.0坐标为赤經5h 43m 28.3s，赤緯+58° 15.88′ 7″。